# José Alberti
José Alberti Loyarte (Montevideo, 29 de marzo de 1997) es un futbolista uruguayo. Juega de centrocampista y su equipo actual es el Club Nacional de Football del Campeonato Uruguayo de Primera División.

## Trayectoria
Alberti a lo largo de su carrera deportiva ha militado en tres equipos de fútbol, teniendo su primera experiencia internacional en Emelec de Ecuador. Su debut se dio en el 2016 con Juventud Las Piedras, luego tuvo un paso por Boston River siendo uno de sus principales futbolistas llegando a ser capitán del club. Antes de llegar a Emelec tuvo un sondeo del Club Nacional de Football, pero su llegada quedó descartada.  
Empezó su carrera deportiva en las formativas del Club Juventud de Las Piedras, destacándose en las categorías inferiores de dicho club, tres años más tarde fue promovido al equipo de primera.
El 11 de febrero de 2020 se dio su llegada a Boston River donde poco a poco se fue afianzando en el equipo de primera hasta llegar a ser símbolo capitán del club montevideano. 
El 13 de enero de 2023, se llegó a un acuerdo por un año con opción a compra con el Club Sport Emelec, Alberti llegó para ocupar el lugar dejado por el excapitán que decidió una rescisión de contrato con el club.

## Estadísticas

### Clubes
Actualizado al último partido jugado el 12 de julio de 2023.
| Club                              | Div.          | Temporada     | Liga  | Liga  | Copas nacionales | Copas nacionales | Copas internacionales | Copas internacionales | Total | Total |
| Club                              | Div.          | Temporada     | Part. | Goles | Part.            | Goles            | Part.                 | Goles                 | Part. | Goles |
| --------------------------------- | ------------- | ------------- | ----- | ----- | ---------------- | ---------------- | --------------------- | --------------------- | ----- | ----- |
| Juventud de Las Piedras · Uruguay | 1.ª           | 2015-16       | 0     | 0     | —                | —                | —                     | —                     | 0     | 0     |
| Juventud de Las Piedras · Uruguay | 1.ª           | 2016          | 13    | 0     | —                | —                | —                     | —                     | 13    | 0     |
| Juventud de Las Piedras · Uruguay | 1.ª           | 2017          | 24    | 2     | —                | —                | —                     | —                     | 24    | 2     |
| Juventud de Las Piedras · Uruguay | 2.ª           | 2018          | 26    | 5     | —                | —                | —                     | —                     | 26    | 5     |
| Juventud de Las Piedras · Uruguay | 1.ª           | 2019          | 36    | 3     | —                | —                | —                     | —                     | 36    | 3     |
| Juventud de Las Piedras · Uruguay | Total club    | Total club    | 99    | 10    | 0                | 0                | 0                     | 0                     | 99    | 10    |
| Boston River · Uruguay            | 1.ª           | 2020          | 35    | 4     | —                | —                | —                     | —                     | 35    | 4     |
| Boston River · Uruguay            | 1.ª           | 2021          | 29    | 2     | —                | —                | —                     | —                     | 29    | 2     |
| Boston River · Uruguay            | 1.ª           | 2022          | 36    | 0     | 1                | 0                | —                     | —                     | 37    | 0     |
| Boston River · Uruguay            | Total club    | Total club    | 100   | 6     | 1                | 0                | 0                     | 0                     | 101   | 6     |
| Emelec · Ecuador                  | 1.ª           | 2023          | 11    | 0     | 0                | 0                | 6                     | 0                     | 17    | 0     |
| Emelec · Ecuador                  | Total club    | Total club    | 11    | 0     | 0                | 0                | 6                     | 0                     | 17    | 0     |
| Total carrera                     | Total carrera | Total carrera | 210   | 16    | 1                | 0                | 6                     | 0                     | 217   | 16    |
| 1. 2.                             |               |               |       |       |                  |                  |                       |                       |       |       |